# 월북
월북(越北)은 조선민주주의인민공화국의 정치 체제에 공명하고 대한민국을 떠나 한반도의 군사 분계선을 넘는 것을 말한다. 입북(入北), 탈남(脫南)이라고도 하며, 조선민주주의인민공화국에서는 의거입북(義擧入北)이라는 호칭으로 미화된다.
역사적으로 월북은 8.15 해방 이후부터 6.25 전쟁 이전까지 가장 많이 발생하였다. 박헌영, 김원봉, 허정숙, 백남운 등 정치계 인사 일부가 월북한 경우도 있었지만 대부분의 월북은 홍명희, 임화, 이태준, 문예봉, 최승희, 신불출, 심영 등 당대의 이름있는 문학계나 예술계에서 가장 많이 발생하였다. 이들의 대부분은 북한 체제에 대한 추종보다는 좌익 사회주의 동경과 당대의 대한민국의 반공 체제에 적응하지 못한 도피성 월북이었고, 전쟁 이후 김일성 1인 독재체제에 적극적으로 협조하지 않았다. 8월 종파사건, 도서정리사업 등 여러 가지 이유로 숙청당했고 끝이 좋지 못했다.
6.25 전쟁 당시에는 서울에서 피신하지 못했거나, 조선인민군의 납치, 유인, 투항권고, 압력 등에 의해 김규식, 조소앙 등의 인사들이 비자발적으로 월북하기도 했다. 6.25 전쟁 이후로 월북은 점차 줄어들었고, 그 이후로도 1980~90년대 최덕신, 최홍희 등 대한민국 내 이권 싸움에서 패배한 사회인사가 월북한 경우가 더러 있었으나 남북 격차가 크게 벌어지게 된 이후로는 월북이 거의 사라지게 되었으며 간간이 북한이탈주민 계열에서 재입북이라는 이름으로 발생하고 있다.
대한민국에서는 통일부의 허가 없이 월북, 방북 행위를 한 경우 《국가보안법》에 의거, 단속 대상이 되며 경우에 따라 처벌받을 수도 있다.

## 처벌
대한민국은 군사분계선을 통해 조선민주주의인민공화국으로 가는 행위를 엄격히 규제하고 있으며, 월북을 시도하다 체포된 경우에는 《국가보안법》 제6조에 따라 총살형은 물론 사형ㆍ무기 또는 5년 이상의 징역에 처하게 된다.

## 월북 사례
- 1977년 10월 20일 경기도 연천 일대 비무장지대(DMZ)를 담당했던 육군 20사단 62연대 대대의 대대장, 유운학 중령이 무전병 오봉주 일병과 함께 역곡천을 따라 월북[1]
- 1984년 6월 26일 강원도 고성군에서 제22보병사단 소속 육군 조준희 일병이 총기를 난사, 병사 15명을 사살하고 월북[1]
- 1987년 1월 3일 윤태식은 아내를 죽이고 월북을 시도하였다.
- 2014년 9월 16일 아랍계 미국인이 월북을 시도하다 한국군에 의해 체포[2]
- 2022년 1월 1일 신원미상 1명이 제22보병사단 강원도 철책을 넘어 월북하는 사건이 발생하였다.
- 2023년 7월 18일, 공동경비구역을 견학 중이던 주한미군 소속 이등병 남성 한 명이 월북하였다.[3]

## 같이 보기
- 수지 김 사건
- 국가보안법
- 한국전쟁후의 외국계 월북자
  - 제임스 드레스녹
  - 조지프 T. 화이트
  - 찰스 로버트 젱킨스
  - 데라코시 다케시
- 비전향 장기수
- 한국전쟁 당시 미군과 영국군 포로 중 북한 전향자(en:List of American and British defectors in the Korean War)